# JR貨物18D形コンテナ
JR貨物18D形コンテナ（JRかもつ18Dがたコンテナ）は、日本貨物鉄道（JR貨物）が国鉄形コンテナを置き換える目的で1989年（平成元年）から1992年（平成4年）までに23,600個を配備した、12ft型のドライコンテナである。

## 構造
両側扉二方開きで、外法寸法は高さ2,500 mm、幅2,438 mm、長さ3,715 mmと従来のコンテナよりも全長が長くなっている。最小内法寸法は高さ2,209 mm、幅2,261 mm、長さ3,642 mm。側入口は高さ2,159 mm、幅3,635 mm。床面積は8.3 m2、内容積は18.3 m3。最大積載量は5 t。製造は、富士重工業、東急車輛製造、日本車輌製造、JINDOが担当。

## 沿革
- 1989年 （平成元年）- 製造開始
  - 使用塗色は18A形などと同一であるが、両側扉二方開きのため、塗装パターンが異なるものへ変更されている。
- 1992年（平成4年） - 製造終了。
- 2001年（平成13年） - 静脈物流専用のW18D形への改造が始まる。
- 2013年（平成25年） - 全廃。
- 2018年（平成30年） - 死重用途のZD18D形も老朽化とアスベスト含有のため全廃した。

## 現状
経年による老朽化も目立つようになり、2001年（平成13年）度以降、19D形などへの置き換えにより廃棄が進み、2013年（平成25年）1月に全廃になった。

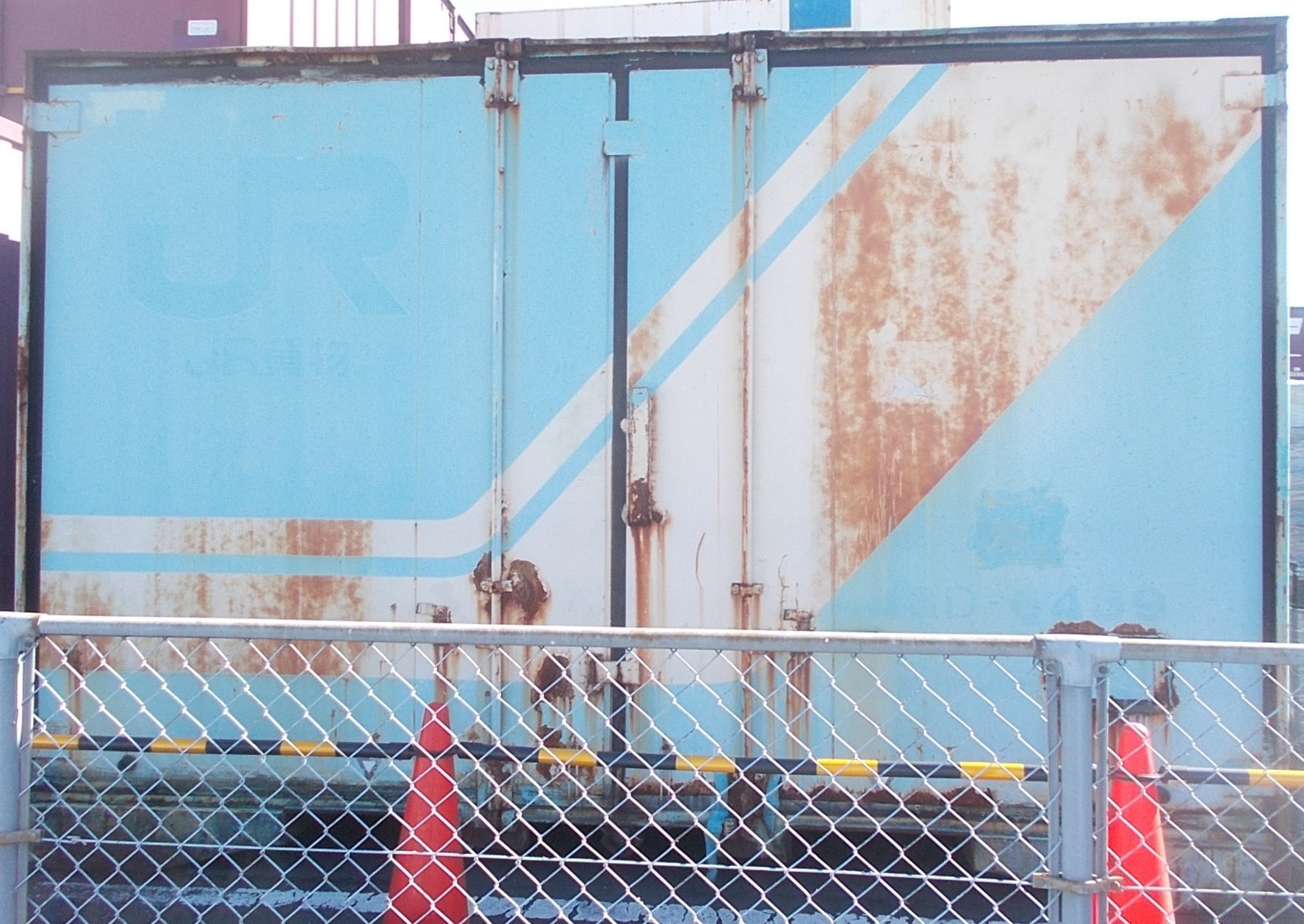
日本車両製の18D-6439
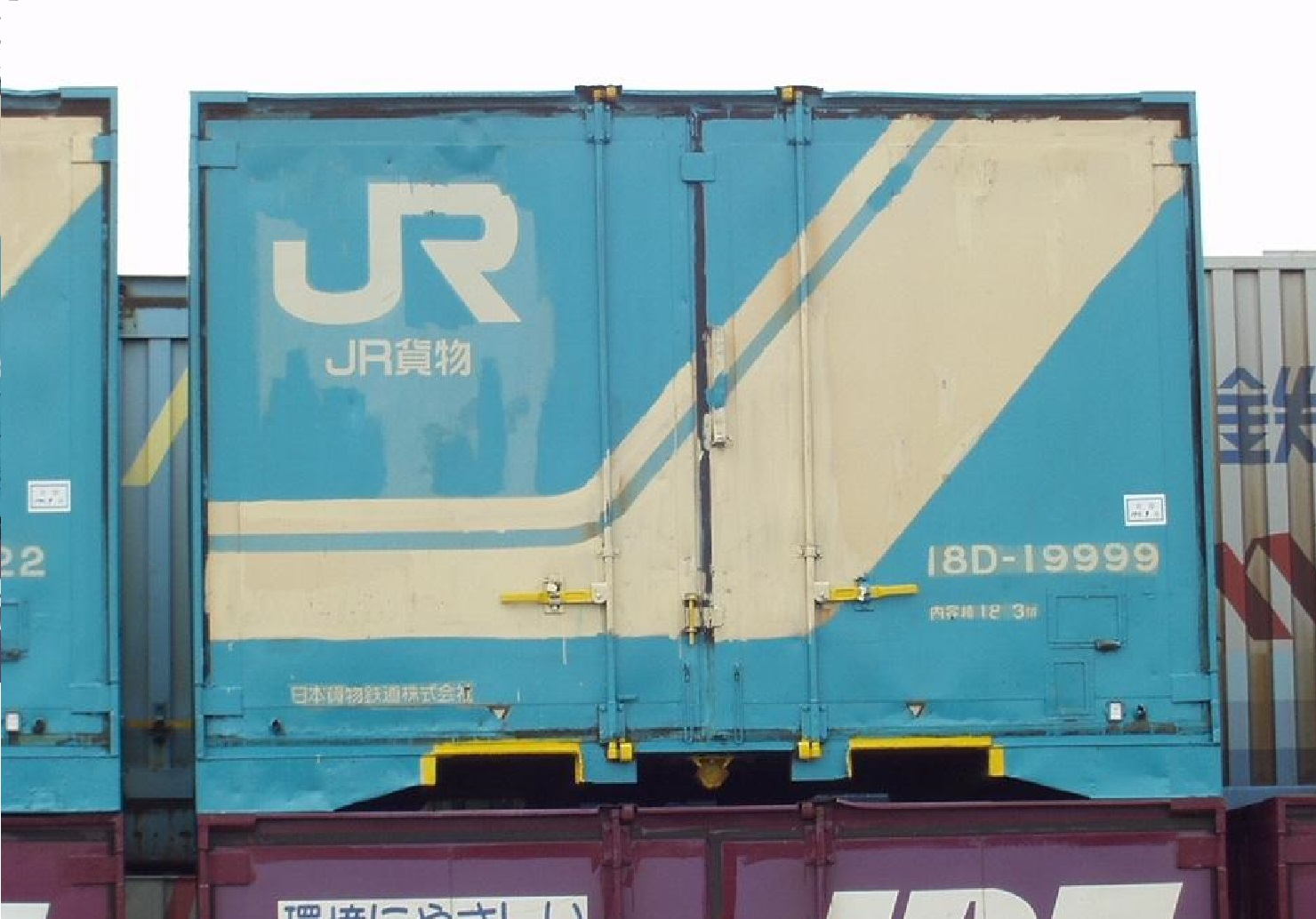
富士重工製の18D-19999
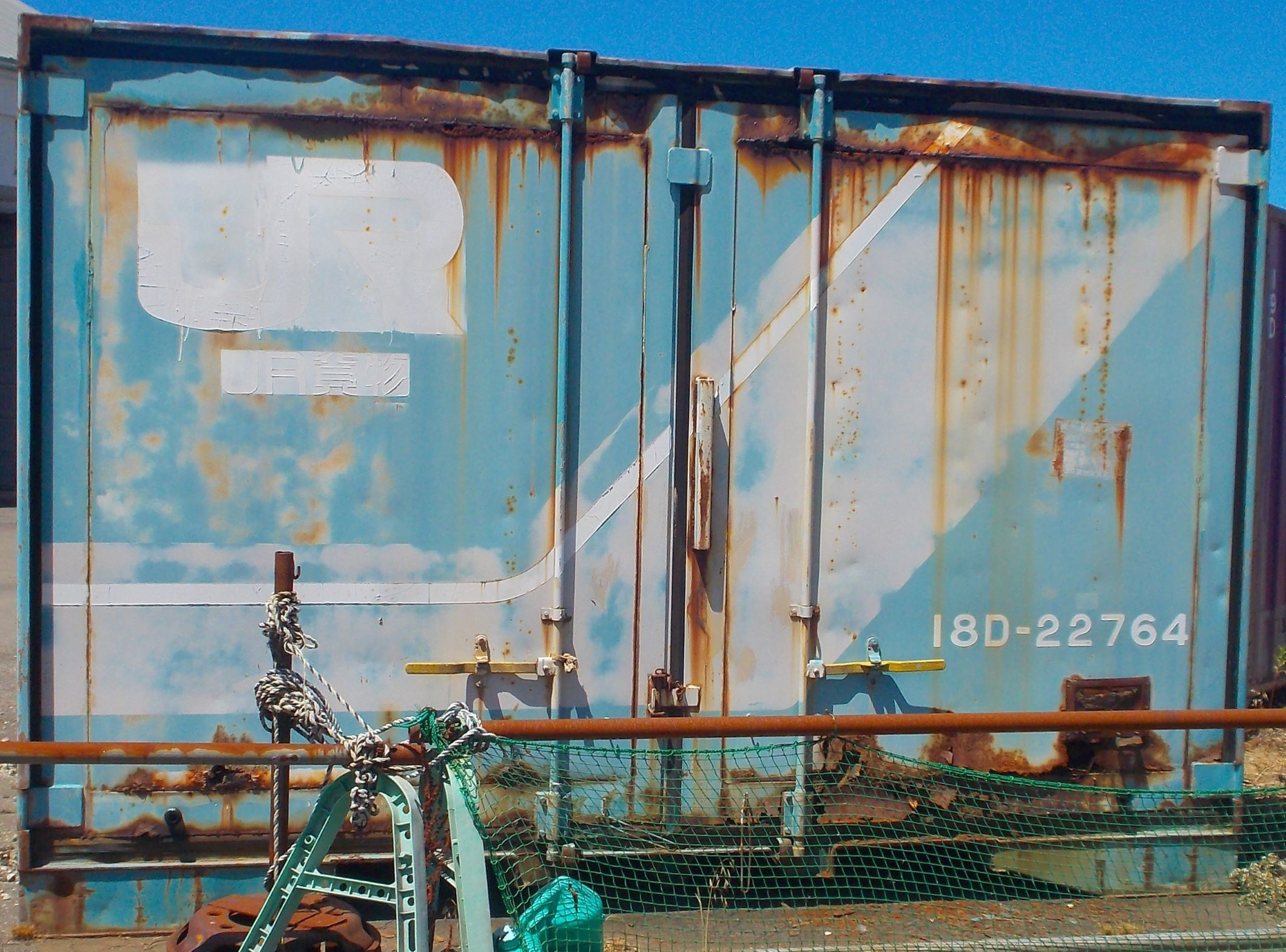
JINDO製の18D-22764